# Вуковије (Ђуловац)
Вуковије је насељено место у општини Ђуловац, у западној Славонији, Република Хрватска.

## Историја
До територијалне реорганизације у Хрватској насеље се налазило у саставу бивше велике општине Дарувар.

## Становништво
По попису из 2011. године село је имало 97 становника.
| Националност       | 1991.       |
| Хрвати             | 71 (68,93%) |
| Срби               | 25 (24,27%) |
| Југословени        | 0           |
| остали и непознато | 7 (6,79%)   |
| Укупно             | 103         |